# Шинерське сільське поселення
Шине́рське сільське поселення (рос. Шинерское сельское поселение) — муніципальне утворення у складі Вурнарського району Чувашії, Росія. Адміністративний центр — присілок Шинери.

## Населення
Населення — 969 осіб (2019, 1150 у 2010, 1258 у 2002).

## Склад
До складу поселення входять такі населені пункти:
| Населений пункт        | Населення, осіб (2002) | Населення, осіб (2010) |
| ---------------------- | ---------------------- | ---------------------- |
| Ішлей, присілок        | 108                    | 92                     |
| Чиріш-Шинери, присілок | 449                    | 401                    |
| Шинери, присілок       | 532                    | 507                    |
| Шоркаси, присілок      | 169                    | 150                    |